# Somerset (Indiana)
Pour les articles homonymes, voir Somerset (homonymie).
Somerset est une census-designated place située dans le comté de Wabash, dans l’État de l'Indiana, aux États-Unis. Lors du recensement de 2020, elle compte 385 habitants.